# Kathleen Kennedy
Kathleen Kennedy (Berkeley, California, 5 de junio de 1953) es una productora de cine estadounidense. Ha trabajado como productora en más de 70 películas, que en conjunto han acumulado 120 nominaciones y 25 premios en los Premios de la Academia. A lo largo de su carrera, ha colaborado estrechamente con Steven Spielberg y su esposo Frank Marshall, con quienes cofundó Amblin Entertainment en 1981. En 1992, fundó The Kennedy/Marshall Company junto a Marshall.
Entre sus producciones más notables se encuentran Parque Jurásico, E.T., el extraterrestre, Los puentes de Madison, El sexto sentido y Schindler's List. Hasta 2017, Kennedy era la productora de cine más exitosa de la historia en términos de recaudaciones en Estados Unidos, con ganancias estimadas en más de $5000 millones de dólares.
El 30 de octubre de 2012, Kathleen Kennedy fue nombrada presidenta de Lucasfilm, sucediendo a George Lucas. Pocos meses después, Lucasfilm fue adquirida por The Walt Disney Company, que anunció el desarrollo de una nueva trilogía de Star Wars, con Kennedy como productora de Star Wars: Episodio VII - El despertar de la Fuerza. Bajo su liderazgo, la película se convirtió en la más taquillera de la franquicia. También ha producido otras exitosas entregas de Star Wars como Rogue One: una historia de Star Wars, Star Wars: Episodio VIII - Los últimos Jedi y Star Wars: Episodio IX - El ascenso de Skywalker. Sin embargo, su gestión en Lucasfilm ha sido objeto de controversia. Muchos fanáticos han criticado algunas de las decisiones creativas bajo su liderazgo, argumentando que estas han impactado negativamente en la calidad y coherencia de la saga.
Kennedy ha sido reconocida con varios premios a lo largo de su carrera, incluyendo el prestigioso Premio Irving G. Thalberg Memorial de la Academia en 2018, el Premio Milestone de la Producers Guild of America, y ha sido nominada ocho veces a los Premios Óscar. Además de sus roles en la producción y la dirección de Lucasfilm, es una de las fundadoras de la Comisión de Hollywood para Eliminar el Acoso Sexual y Promover la Igualdad y forma parte del consejo de varias organizaciones, como el LA Promise Fund, la Library of America y la USC's School of Cinematic Arts.

## Biografía

### Primeros años
Kathleen Kennedy nació el 5 de junio de 1953 en Berkeley, California. Es hija de Dione Marie, actriz de teatro, y Donald R. Kennedy, juez y abogado. Tiene dos hermanas: Dana Middleton-Silberstein y su hermana gemela, Connie Kennedy, quien trabaja como gerente de locación. Kennedy se graduó de Shasta High School en Redding, California, y continuó sus estudios en la Universidad Estatal de San Diego, donde se especializó en cine y telecomunicaciones. Durante su último año de universidad, consiguió trabajo en la estación de televisión local KCST en San Diego, desempeñando diversos roles, incluyendo operadora de cámara, editora de vídeo, directora de planta y coordinadora de producción de noticias. Después de su empleo en KCST, produjo un programa de entrevistas local titulado "You're On" durante cuatro años antes de mudarse a Los Ángeles, donde consiguió su primer trabajo en la producción de cine como asistente.

### Carrera
Kennedy obtuvo su primer crédito como productora asociada en 1981 con Raiders of the Lost Ark. Posteriormente se asoció con Steven Spielberg y Frank Marshall para crear Amblin Productions en 1982, una de las productoras más reconocidas de Hollywood. Con Amblin, participó en la producción de películas icónicas como E.T., el extraterrestre, Indiana Jones, Gremlins, El color púrpura, Back to the Future, Parque Jurásico, Múnich y Lincoln.
En 1992, junto a su esposo Frank Marshall, fundó The Kennedy/Marshall Company, que llegó a un acuerdo con DreamWorks. En 2012, dejó a su esposo al frente de la empresa y se unió a Lucasfilm como copresidenta junto a George Lucas. Ese mismo año, The Walt Disney Company compró Lucasfilm por 4,000 millones de dólares, y Kennedy se convirtió en la presidenta de la compañía. Bajo su liderazgo, se anunció y produjo una nueva trilogía de Star Wars, incluyendo Star Wars: Episodio VII - El despertar de la Fuerza, que se convirtió en la película más taquillera de la franquicia. También produjo otras entregas exitosas de Star Wars como Rogue One: una historia de Star Wars, Star Wars: Episodio VIII - Los últimos Jedi y Star Wars: Episodio IX - El ascenso de Skywalker. Sin embargo, su gestión ha sido objeto de controversia, con críticas de numerosos fans sobre las decisiones creativas y la coherencia narrativa de la saga.
Kennedy ha sido reconocida con varios premios a lo largo de su carrera, incluyendo el prestigioso Premio Irving G. Thalberg Memorial de la Academia en 2018 y el Premio Milestone de la Producers Guild of America. Además de sus roles en la producción y la dirección de Lucasfilm, es una de las fundadoras de la Comisión de Hollywood para Eliminar el Acoso Sexual y Promover la Igualdad, y forma parte del consejo de varias organizaciones, como el LA Promise Fund, la Library of America y la USC's School of Cinematic Arts.
Kennedy ha producido o participado como productora ejecutiva en más de 70 largometrajes, que en conjunto han recibido 120 nominaciones a los Premios de la Academia y han ganado 25 de ellos.

## Filmografía

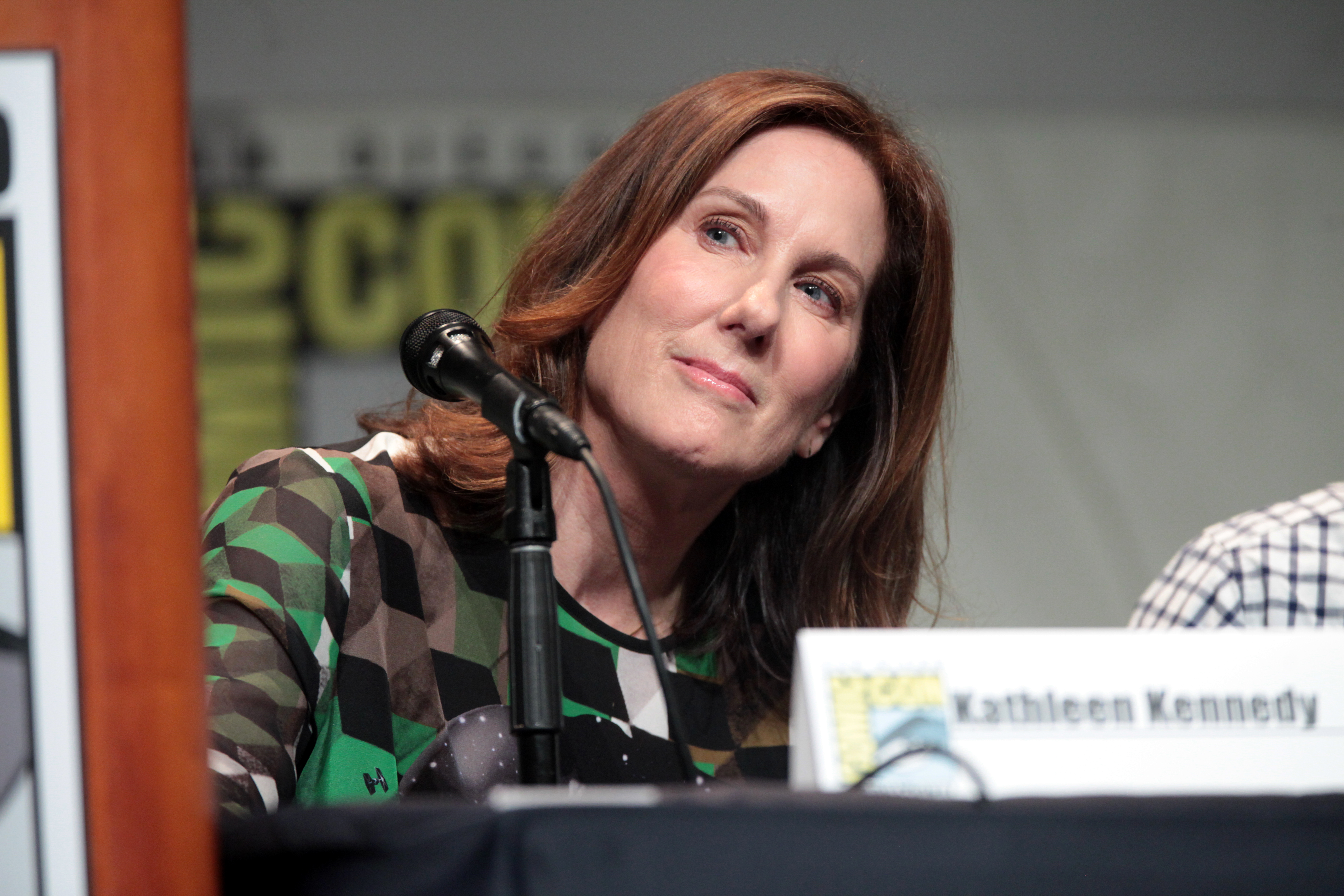
Kathleen Kennedy en la Convención Internacional de Cómics de San Diego de 2015.

### Década de 1980
- Raiders of the Lost Ark (1981) (asociada a Steven Spielberg)
- Poltergeist (1982) (productora asociada)
- E.T., el extraterrestre (1982) (productora)
- Twilight Zone: The Movie (1983) (productora adjunta) (segmento 2)
- Gremlins (1984) (productora ejecutiva)
- Indiana Jones and the Temple of Doom (1984) (productora asociada)
- El color púrpura (1985) (productora)
- Young Sherlock Holmes (1985) (productora ejecutiva)
- Back to the Future (1985) (productora ejecutiva)
- Los Goonies (1985) (productora ejecutiva)
- Fandango (1985) (productora ejecutiva)
- An American Tail (1986) (productora ejecutiva)
- The Money Pit (1986) (productora)
- Batteries Not Included (1987) (productora ejecutiva)
- El imperio del sol (1987) (productora)
- Innerspace (1987) (coproductora ejecutiva)
- The China Odyssey: 'Empire of the Sun', a Film by Steven Spielberg (1987) (productora asociada)
- The Land Before Time (1988) (coproductora ejecutiva)
- ¿Quién engañó a Roger Rabbit? (1988) (productora ejecutiva)
- Always (1989) (productora)
- Back to the Future Part II (1989) (productora ejecutiva)
- Papá (1989) (productora ejecutiva)
- Indiana Jones y la última cruzada (1989) (productora asociada)
- Tummy Trouble (Dolor de barriga) (1989) (productora ejecutiva)

### Década de 1990
- Aracnofobia (1990) (productora)
- Gremlins 2: La nueva generación (1990) (productora ejecutiva)
- El conejo de la montaña rusa (1990) (productora ejecutiva)
- Back to the Future Part III (1990) (productora ejecutiva)
- Joe contra el volcán (1990) (productora ejecutiva)
- Hook (1991) (productora)
- An American Tail: Fievel Goes West (1991) (productora ejecutiva)
- El cabo del miedo (1991) (productora ejecutiva)
- Breve historia del tiempo (1991) (productora ejecutiva) (sin acreditar)
- A Wish for Wings That Work (1991) (TV) (productora ejecutiva)
- Noises Off (1992) (productora ejecutiva)
- La lista de Schindler (1993) (productora ejecutiva)
- Rex, un dinosaurio en Nueva York (1993) (productora ejecutiva)
- A Dangerous Woman (1993) (productora ejecutiva)
- Parque Jurásico (1993) (productora)
- A Far Off Place (1993) (productora ejecutiva)
- Lío en el bosque (Trail Mix-Up) (1993) (productora ejecutiva)
- Alive (1993) (productora)
- Un regalo para papá (1994) (productora)
- Los Picapiedra (1994) (productora ejecutiva)
- Balto (1995) (productora ejecutiva)
- La llave mágica (1995) (productora)
- Congo (1995) (productora)
- Los puentes de Madison (1995) (productora)
- Twister (1996) (productora)
- The Best of Roger Rabbit (1996) (productora ejecutiva)
- The Lost World: Jurassic Park (1997) (productora ejecutiva)
- A Map of the World (1999) (productora)
- Mientras nieva sobre los cedros (1999) (productora)
- The Sixth Sense (1999) (productora)
- Olympic Glory (1999) (productora ejecutiva)

### Década de 2000
- Parque Jurásico III (2001) (productora)
- A.I. Inteligencia Artificial (2001) (productora)
- The Sports Pages (2001) (TV) (productora ejecutiva)
- Señales (2002) (productora ejecutiva)
- The Young Black Stallion (2003) (productora)
- Seabiscuit (2003) (productora)
- Múnich (2005) (productora)
- La guerra de los mundos (2005) (productora)
- Persépolis (2007) (productora ejecutiva)
- Le Scaphandre et le Papillon (2007) (productora)
- El curioso caso de Benjamin Button (2008) (productora)
- Indiana Jones y el reino de la calavera de cristal (2008) (productora)
- Gake no ue no Ponyo (2009) (Estados Unidos versión coproductora)
- Crossing Over (2009) (productora)
- The Last Airbender (2010) (productora ejecutiva)
- Más allá de la vida (2010) (coproductora con Clint Eastwood, Robert Lorenz y Steven Spielberg)
- Las aventuras de Tintín: El secreto del unicornio (2011) (productora)
- War Horse (2011) (productora)
- Karigurashi no Arriety (2012) (productora estadounidense versión ejecutiva)
- Lincoln (2012) (productora)

### Década de 2010
- Star Wars: Episodio VII - El despertar de la Fuerza (2015) (productora)
- Rogue One: una historia de Star Wars (2016) (productora)
- Star Wars: Episodio VIII - Los últimos Jedi (2017) (productora)
- Han Solo: una historia de Star Wars (2018) (productora)
- Star Wars: Episodio IX - El ascenso de Skywalker (2019) (productora)

### Década de 2020
- The Mandalorian (2019) (productora ejecutiva)
- The Mandalorian Season 2 (2020) (productora ejecutiva)
- The Mandalorian Season 3 (2023) (productora ejecutiva)
- Star Wars: The Bad Batch (2021) (productora ejecutiva)
- Obi-Wan Kenobi (2022) (productora ejecutiva)
- The Book of Boba Fett (2021) (productora ejecutiva)
- Willow (2022) (productora ejecutiva)

productora ejecutiva)
- Indiana Jones and the Dial of Destiny (2023) (productora)
- Ahsoka (2023) (productora ejecutiva)

## Premios y distinciones
Premios Óscar
| Año  | Categoría                            | Película                           | Resultado |
| ---- | ------------------------------------ | ---------------------------------- | --------- |
| 1983 | Mejor película                       | E.T., el extraterrestre            | Nominado  |
| 1986 | Mejor película                       | El color púrpura                   | Nominado  |
| 2000 | Mejor película                       | The Sixth Sense                    | Nominada  |
| 2004 | Mejor película                       | Seabiscuit                         | Nominada  |
| 2006 | Mejor película                       | Múnich                             | Nominada  |
| 2009 | Mejor película                       | El curioso caso de Benjamin Button | Nominada  |
| 2012 | Mejor película                       | War Horse                          | Nominada  |
| 2013 | Mejor película                       | Lincoln                            | Nominada  |
| 2019 | Premio en memoria de Irving Thalberg | -                                  | Ganadora  |